# Gran Premio Industria e Commercio di Prato 1980
Il Gran Premio Industria e Commercio di Prato 1980, trentacinquesima edizione della corsa, si svolse il 15 giugno 1980 su un percorso di 235 km, con partenza e arrivo a Prato. Fu vinto dall'italiano Silvano Contini della Bianchi-Piaggio davanti ai suoi connazionali Leonardo Mazzantini e Roberto Ceruti.

## Ordine d'arrivo (Top 10)
| Pos. | Corridore                | Squadra             | Tempo    |
| ---- | ------------------------ | ------------------- | -------- |
| 1    | Silvano Contini          | Bianchi-Piaggio     | 6h22'00" |
| 2    | Leonardo Mazzantini      | Sanson-Campagnolo   |          |
| 3    | Roberto Ceruti           | Gis Gelati          |          |
| 4    | Giovanni Battaglin       | Inoxpran            |          |
| 5    | Carmelo Barone           | Sanson-Campagnolo   |          |
| 6    | Gianbattista Baronchelli | Bianchi-Piaggio     |          |
| 7    | Marino Amadori           | Magniflex-Olmo      |          |
| 8    | Roberto Visentini        | San Giacomo-Benotto |          |
| 9    | Giancarlo Casiraghi      | Magniflex-Olmo      |          |
| 10   | Alfio Vandi              | Famcucine-Alan      |          |